# Запрещённая реальность (фильм)
«Запрещённая реальность» — кинофильм в жанре фантастического боевика, дебютная режиссёрская работа Константина Максимова, экранизация романа Василия Головачёва «Смерш 2».

## Сюжет
2008 год. Контрразведчики Матвей Соболев и Георгий Курыло когда-то были напарниками. По официальным данным, Матвей погиб при транспортировке новейшего психотронного оружия. Он выжил чудом при крушении самолёта, но решил выйти из игры, чтобы не быть больше пешкой в руках сильных мира сего.
Прошло четыре с лишним года. Канун президентских выборов в России. Спокойную жизнь Соболева нарушает известие о том, что оружие оказалось в руках организации, которая хочет захватить власть в стране, а затем и во всём мире. Эту структуру возглавляет его бывший напарник, а теперь влиятельный человек, олигарх Курыло. К тому же оказывается, что любимая девушка Матвея, Кристина, как-то замешана в этой истории. Теперь Матвей — единственный, кто может остановить катастрофу.
Постепенно он понимает, что за этими событиями стоят силы, существующие вне мира людей. В борьбе с ними Матвей находит мудрых покровителей, которые помогают ему развить в себе способности сверхчеловека. Ему предстоит преодолеть боль и страх, войти во Внутренний Круг Хранителей, понять, что путь к свету лежит только через истинную Любовь. И сыграть решающую роль в битве между высшими силами Добра и Зла.

## В ролях
- Игорь Петренко — Матвей Соболев, контрразведчик
- Александр Балуев — Георгий Курыло
- Владимир Вдовиченков — Горшин
- Тина Канделаки — репортёр Тина (камео)
- Любовь Толкалина — Полина, секретарша Матвея
- Анна Ходюш — Кристина, фотожурналистка, девушка Матвея
- Лев Прыгунов — Дикой

## Съёмочная группа
- Режиссёр: Константин Максимов
- Сценарист: Василий Головачёв, Константин Максимов
- Продюсер: Юлия Орлова, Василий Головачёв
- Оператор: Улугбек Хамраев, Елена Иванова
- Композитор: Игорь Вдовин

## Отзывы и оценки
Фильм заслужил разгромную критику в российских СМИ. По данным агрегатора «Критиканство», из 16 рецензий на «Запрещённую реальность» не было ни одной положительной и только 4 нейтральных. Про фильм писали: «не тянет даже на звание сносного» («Кино-Говно.ком»), «набор штампов и откровенных идиотизмов» (Алекс Экслер), «никакое кино» («Мир фантастики»), «недо-кино» («Новости кино»). Критики ругали фильм за сумбурный и непоследовательный сюжет, слабые спецэффекты, плохую операторскую работу, злоупотребление эффектом замедленного движения.